# 碓氷郡
- 令制国一覧 > 東山道 > 上野国 > 碓氷郡
- 日本 > 関東地方 > 群馬県 > 碓氷郡

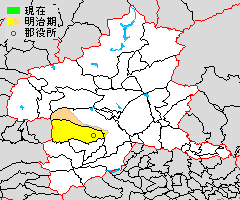
群馬県碓氷郡の範囲（薄黄：後に他郡に編入された区域）

碓氷郡（うすいぐん）は、群馬県（上野国）にあった郡。

## 郡域

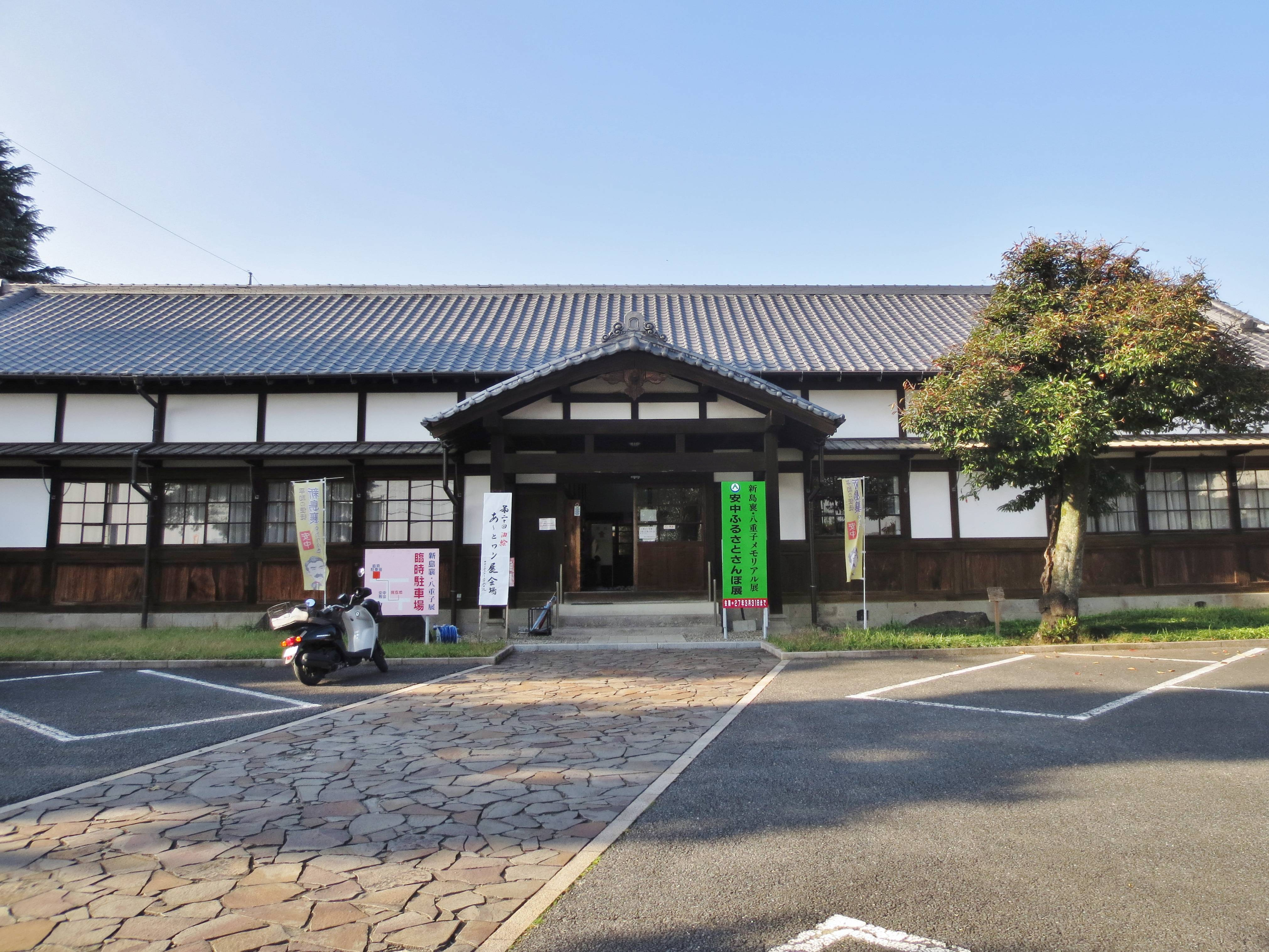
旧碓氷郡役所（安中市）

1878年（明治11年）に行政区画として発足した当時の郡域は、現在の行政区画では概ね以下の区域にあたる。
- 高崎市（碓氷川以北、烏川以西および鼻高町）
- 安中市（松井田町北野牧、松井田町西野牧を除く）

## 歴史

### 近世以降の沿革
- 江戸時代頃 - 甘楽郡行田村が当郡に移る。
- 「旧高旧領取調帳」に記載されている明治初年時点での支配は以下の通り。●は村内に寺社領が存在。幕府領は関東在方掛の岩鼻陣屋が管轄。（1宿74村）

| 知行         | 知行               | 村数 | 村名 |
| ------------ | ------------------ | ---- | --- |
| 幕府領       | 幕府領             | 24村 | ●下秋間村、●東上秋間村、西上秋間村、大竹村、鷺宮村、上間仁田村、下間仁田村、野殿村、中野谷村、上磯部村、下磯部村、人見村、烏留村、二軒在家村、稲荷村、別所村、越泉村、行田村、藤塚村、金井淵村、●八幡村、●板鼻村、岩氷村、若田村、二軒在家村新田（二軒在家村のうち）、新寺村新田（上磯部村のうち）、人見村新田（人見村のうち）、中野谷村新田（中野谷村のうち） |
| 幕府領       | 旗本領             | 1村  | 水沼村 |
| 幕府領       | 幕府領・旗本領     | 1村  | 川浦村 |
| 藩領         | 上野安中藩         | 33村 | ●上野尻村、五料村、●原市村、●簗瀬村、●郷原村、●松井田村、●横川村、●新堀村、原村、●坂本村、●谷津村、入山村、●古屋村、嶺村、●国衙村、●高梨子村、上増田村、●新井村、●土塩村、下増田村、常木村、高別当村、●小俣村、●上後閑村、●中秋間村、●下後閑村、中後閑村、●小日向村、●下野尻村、大谷村、中宿村、●岩井村、鼻高村                                                |
| 藩領         | 上野高崎藩         | 9村  | 上豊岡村、中豊岡村、●下豊岡村、上里見村、中里見村、下里見村、上大島村、町屋村、下大島村 |
| 藩領         | 上野吉井藩         | 4村  | 西上磯部村、東上磯部村、上人見村、下人見村 |
| 幕府領・藩領 | 幕府領・上野小幡藩 | 1村  | 剣崎村 |
| その他       | 寺社領             | 1宿  | 安中宿 |
| その他       | 寺社除地           | 1村  | 峠村 |

- 慶応4年6月17日（1868年8月5日） - 新政府が岩鼻陣屋に岩鼻県を設置。幕府領・旗本領を管轄。
- 明治2年12月26日（1870年1月27日） - 吉井藩が廃藩。管轄区域が岩鼻県の管轄となる。
- 明治初年
  - 松井田村、坂本村、安中宿がそれぞれ松井田駅、坂本駅、安中駅に改称。（3駅72村）
  - 寺社領・寺社除地の安中宿、峠村が安中藩の管轄となる。
  - 前橋藩の領地替えにより、幕府領の一部（八幡村、岩氷村、若田村、弐軒在家村新田、新寺村新田、人見村新田、中野谷村新田および大竹村、金井淵村の一部）、寺社領の一部（板鼻村）、旗本領の一部（水沼村）が前橋藩の管轄となる。
- 明治4年
  - 7月14日（1871年8月29日）
    - 廃藩置県により、藩領が安中県、高崎県、小幡県、前橋県の管轄となる。
    - それにともない安中城内が旧邸（町および村は称さない）に改称。

  - 10月28日（1871年12月10日） - 第1次府県統合により、全域が群馬県（第1次）の管轄となる。
- 明治5年（1872年） - 旧邸が安中駅に合併。
- 明治6年（1873年）6月15日 - 熊谷県の管轄となる。
- 明治7年（1874年） - 別所村が二軒在家村に、越泉村が行田村にそれぞれ合併。（3駅70村）
- 明治8年（1875年）（3駅67村）
  - 烏留村が二軒在家村に、上人見村・下人見村が人見村にそれぞれ合併。
  - 稲荷村が甘楽郡八城村に合併。このころ八城村が当郡の所属となる。
- 明治9年（1876年）8月21日 - 第2次府県統合により、群馬県（第2次）の管轄となる。
- 明治11年（1878年）12月7日 - 郡区町村編制法の群馬県での施行により、行政区画としての碓氷郡が発足。郡役所が安中駅に設置。
- 明治12年（1879年） - 上野尻村・下野尻村・谷津村・常木村が安中駅に編入。（3駅63村）

### 町村制以降の沿革
- 明治22年（1889年）

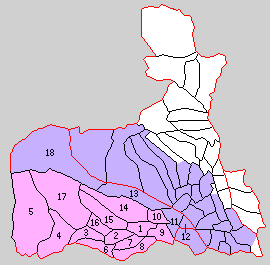
1.安中町 2.原市町 3.松井田町 4.臼井村 5.坂本町 6.西横野村 7.磯部村 8.東横野村 9.岩野谷村 10.板鼻町 11.川間村 12.豊岡村 13.里見村 14.秋間村 15.後閑村 16.九十九村 17.細野村 18.烏淵村（紫：高崎市 桃：安中市）

  - 4月1日 - 町村制の施行により、以下の町村が発足。特記以外は全域が現・安中市。（5町13村）
    - 安中町 ← 安中駅、古屋村、高別当村、小俣村、中宿村
    - 原市町 ← 原市村、郷原村、嶺村、簗瀬村
    - 松井田町 ← 松井田駅、新堀村
    - 臼井村 ← 横川村、五料村
    - 坂本町 ← 原村、坂本駅、峠村、入山村、北甘楽郡北野牧村、西野牧村［一部］
    - 西横野村 ← 二軒在家村、人見村、行田村、八城村
    - 磯部村 ← 西上磯部村、上磯部村、下磯部村、大竹村、東上磯部村
    - 東横野村 ← 鷺宮村、中野谷村、上間仁田村、下間仁田村
    - 岩野谷村 ← 岩井村、大谷村、野殿村
    - 板鼻町（板鼻村が単独町制）
    - 川間村 ← 八幡村、藤塚村、剣崎村、鼻高村、下大島村、町屋村、金井淵村、若田村（現・高崎市）
    - 豊岡村 ← 中豊岡村、下豊岡村、上豊岡村（現・高崎市）
    - 里見村 ← 中里見村、下里見村、上里見村、上大島村（現・高崎市）
    - 秋間村 ← 東上秋間村、西上秋間村、中秋間村、下秋間村
    - 後閑村 ← 中後閑村、上後閑村、下後閑村
    - 九十九村 ← 国衙村、高梨子村、下増田村、小日向村
    - 細野村 ← 土塩村、新井村、上増田村
    - 烏淵村 ← 川浦村、岩氷村、水沼村（現・高崎市）
- 明治23年（1890年）
  - 3月11日（6町12村）
    - 臼井村が町制施行して臼井町となる。
    - 川間村が八幡村に改称。
- 明治29年（1896年）7月15日 - 郡制を施行。
- 大正12年（1923年）4月1日 - 郡会が廃止。郡役所は存続。
- 大正15年（1926年）7月1日 - 郡役所が廃止。以降は地域区分名称となる。
- 昭和11年（1936年）7月1日 - 磯部村が町制施行して磯部町となる。（7町11村）
- 昭和17年（1942年）7月1日 - 「碓氷地方事務所」が安中町に設置され、本郡を管轄。
- 昭和29年（1954年）5月3日 - 松井田町・臼井町・坂本町・西横野村・九十九村・細野村が合併し、改めて松井田町が発足。（5町8村）
- 昭和30年（1955年）
  - 1月20日 - 豊岡村・八幡村が高崎市に編入。（5町6村）
  - 2月1日（5町4村）
    - 里見村が群馬郡室田町と合併して群馬郡榛名町（現・高崎市）が発足し、郡より離脱。
    - 烏淵村が群馬郡倉田村と合併して群馬郡倉淵村（現・高崎市）が発足し、郡より離脱。

  - 3月1日 - 安中町・原市町・磯部町・板鼻町・東横野村・岩野谷村・秋間村・後閑村が合併し、改めて安中町が発足。（2町）
- 昭和33年（1958年）11月1日 - 安中町が市制施行して安中市となり、郡より離脱。（1町）
- 平成18年（2006年）3月18日 - 松井田町が安中市と合併し、改めて安中市が発足。同日碓氷郡消滅。群馬県内では1896年の郡の再編以来、初の郡消滅となった。

### 変遷表
| 明治22年4月1日 | 明治22年 - 大正15年          | 明治22年 - 大正15年          | 昭和1年 - 昭和19年  | 昭和20年 - 昭和29年     | 昭和30年 - 昭和64年               | 昭和30年 - 昭和64年               | 平成1年 - 現在               | 平成1年 - 現在               | 現在   |
| -------------- | ---------------------------- | ---------------------------- | ------------------- | ----------------------- | --------------------------------- | --------------------------------- | ---------------------------- | ---------------------------- | ------ |
| 川間村         | 明治22年12月22日 改称 八幡村 | 明治22年12月22日 改称 八幡村 | 八幡村              | 八幡村                  | 昭和30年1月20日 高崎市に編入      | 昭和30年1月20日 高崎市に編入      | 高崎市                       | 高崎市                       | 高崎市 |
| 豊岡村         | 豊岡村                       | 豊岡村                       | 豊岡村              | 豊岡村                  | 昭和30年1月20日 高崎市に編入      | 昭和30年1月20日 高崎市に編入      | 高崎市                       | 高崎市                       | 高崎市 |
| 里見村         | 里見村                       | 里見村                       | 里見村              | 里見村                  | 昭和30年2月1日 群馬郡榛名町の一部 | 昭和30年2月1日 群馬郡榛名町の一部 | 平成18年10月1日 高崎市に編入 | 平成18年10月1日 高崎市に編入 | 高崎市 |
| 烏淵村         | 烏淵村                       | 烏淵村                       | 烏淵村              | 烏淵村                  | 昭和30年2月1日 群馬郡倉淵村の一部 | 昭和30年2月1日 群馬郡倉淵村の一部 | 平成8年6月1日 改称 倉渕村    | 平成18年1月23日 高崎市に編入 | 高崎市 |
| 安中町         | 安中町                       | 安中町                       | 安中町              | 安中町                  | 昭和30年3月1日 安中町             | 昭和33年11月1日 市制              | 平成18年3月18日 安中市       | 平成18年3月18日 安中市       | 安中市 |
| 板鼻町         | 板鼻町                       | 板鼻町                       | 板鼻町              | 板鼻町                  | 昭和30年3月1日 安中町             | 昭和33年11月1日 市制              | 平成18年3月18日 安中市       | 平成18年3月18日 安中市       | 安中市 |
| 原市町         | 原市町                       | 原市町                       | 原市町              | 原市町                  | 昭和30年3月1日 安中町             | 昭和33年11月1日 市制              | 平成18年3月18日 安中市       | 平成18年3月18日 安中市       | 安中市 |
| 磯部村         | 磯部村                       | 磯部村                       | 昭和11年7月1日 町制 | 磯部町                  | 昭和30年3月1日 安中町             | 昭和33年11月1日 市制              | 平成18年3月18日 安中市       | 平成18年3月18日 安中市       | 安中市 |
| 東横野村       | 東横野村                     | 東横野村                     | 東横野村            | 東横野村                | 昭和30年3月1日 安中町             | 昭和33年11月1日 市制              | 平成18年3月18日 安中市       | 平成18年3月18日 安中市       | 安中市 |
| 岩野谷村       | 岩野谷村                     | 岩野谷村                     | 岩野谷村            | 岩野谷村                | 昭和30年3月1日 安中町             | 昭和33年11月1日 市制              | 平成18年3月18日 安中市       | 平成18年3月18日 安中市       | 安中市 |
| 秋間村         | 秋間村                       | 秋間村                       | 秋間村              | 秋間村                  | 昭和30年3月1日 安中町             | 昭和33年11月1日 市制              | 平成18年3月18日 安中市       | 平成18年3月18日 安中市       | 安中市 |
| 後閑村         | 後閑村                       | 後閑村                       | 後閑村              | 後閑村                  | 昭和30年3月1日 安中町             | 昭和33年11月1日 市制              | 平成18年3月18日 安中市       | 平成18年3月18日 安中市       | 安中市 |
| 松井田町       | 松井田町                     | 松井田町                     | 松井田町            | 昭和29年5月3日 松井田町 | 松井田町                          | 松井田町                          | 平成18年3月18日 安中市       | 平成18年3月18日 安中市       | 安中市 |
| 坂本町         | 坂本町                       | 坂本町                       | 坂本町              | 昭和29年5月3日 松井田町 | 松井田町                          | 松井田町                          | 平成18年3月18日 安中市       | 平成18年3月18日 安中市       | 安中市 |
| 臼井村         | 明治23年3月1日 町制          | 明治23年3月1日 町制          | 臼井町              | 昭和29年5月3日 松井田町 | 松井田町                          | 松井田町                          | 平成18年3月18日 安中市       | 平成18年3月18日 安中市       | 安中市 |
| 西横野村       | 西横野村                     | 西横野村                     | 西横野村            | 昭和29年5月3日 松井田町 | 松井田町                          | 松井田町                          | 平成18年3月18日 安中市       | 平成18年3月18日 安中市       | 安中市 |
| 九十九村       | 九十九村                     | 九十九村                     | 九十九村            | 昭和29年5月3日 松井田町 | 松井田町                          | 松井田町                          | 平成18年3月18日 安中市       | 平成18年3月18日 安中市       | 安中市 |
| 細野村         | 細野村                       | 細野村                       | 細野村              | 昭和29年5月3日 松井田町 | 松井田町                          | 松井田町                          | 平成18年3月18日 安中市       | 平成18年3月18日 安中市       | 安中市 |

## 行政
歴代郡長
特記なき場合『碓氷郡志』による。
| 代 | 氏名       | 就任年月日             | 退任年月日                | 備考                   |
| -- | ---------- | ---------------------- | ------------------------- | ---------------------- |
| 1  | 古川浩平   | 明治11年（1878年）12月 |                           |                        |
| 2  | 萩原鐐太郎 | 明治16年（1883年）11月 |                           |                        |
| 3  | 三木泰象   | 明治17年（1884年）1月  |                           |                        |
| 4  | 櫻井小太郎 | 明治23年（1890年）12月 |                           |                        |
| 5  | 森重毅     | 明治26年（1893年）2月  |                           |                        |
| 6  | 伊藤景則   | 明治29年（1896年）4月  |                           |                        |
| 7  | 弥城友次郎 | 明治31年（1898年）12月 |                           |                        |
| 8  | 高津嘉志馬 | 明治33年（1900年）2月  |                           |                        |
| 9  | 楳本秀盛   | 明治35年（1902年）4月  |                           |                        |
| 10 | 馬場市松   | 明治38年（1905年）11月 |                           |                        |
| 11 | 高村小文治 | 明治39年（1906年）6月  |                           |                        |
| 12 | 中西銈也   | 明治42年（1909年）8月  |                           |                        |
| 13 | 吉田恒喜   | 大正2年（1913年）6月   |                           |                        |
| 14 | 田中生三   | 大正5年（1916年）1月   |                           |                        |
| 15 | 磯部清助   | 大正7年（1918年）9月   |                           |                        |
| 16 | 柳井松次郎 | 大正8年（1919年）7月   |                           |                        |
| 17 | 渡邊政次   | 大正9年（1920年）9月   |                           |                        |
| 18 | 原勝       | 大正10年（1921年）3月  |                           |                        |
| 19 | 関口義慶二 | 大正11年（1922年）5月  | 不明                      |                        |
|    | 稲葉清之助 |                        |                           |                        |
|    |            |                        | 大正15年（1926年）6月30日 | 郡役所廃止により、廃官 |